# میهائلا پاتریلا
میهائلا پاتریلا (رومانیایی: Mihaela Petrilă؛ زادهٔ ۷ مهٔ ۱۹۹۱) قایقران روئینگ زن اهل رومانی است.
وی در مسابقات کشوری و بین‌المللی در مجموع برندهٔ ۳ مدال طلا، ۲ مدال برنز شده‌است.